# Фінал чотирьох Ліги націй УЄФА 2019
Фінал чотирьох Ліги націй УЄФА 2019 — фінальний раунд турніру Ліги націй УЄФА 2018/19, в якому зіграють чотири найкращі команди турніру. Турнір пройшов у Португалії з 5 по 9 червня 2019 року і зіграли в ньому чотири переможці груп Ліги А турніру. Турнір складався з двох півфіналів, матчу за третє місце, і фіналу, в якому і визначився перший чемпіон Ліги націй УЄФА. Ним стали господарі турніру, збірна Португалії, яка у фіналі здолала з рахунком 1:0 Нідерланди.

## Формат
Фінал чотирьох відбудеться в червні 2019 року і в ньому візьмуть участь чотири переможці Ліги А. Ці чотири команди потрапили в групи з п'яти команд у відборі на Євро-2020, а не шести, як у всіх інших, залишаючи червень 2019 року вільним від матчів відбору, для того, щоб зіграти у фіналі чотирьох. Змагання буде проводитись у форматі плей-оф, що складається з півфіналів, матчу за третє місце та фіналу.  Жеребкування відбудеться 3 грудня 2018 року, о 14:30 за центральноєвропейським часом (13:30 за місцевим часом) в готелі «Шелбурн» у Дубліні, Ірландія.
Турнір буде проходити протягом п'яти днів. Перший півфінал (в якому візьме участь господар турніру), пройде 5 червня, другий — 6 червня, а матчі за третє місце і фінал відбудуться 9 червня. Переможець фіналу стане першим чемпіоном Ліги націй УЄФА.
Усі двобої складаються з одного матчу. При рівному рахунку після закінчення основного часу, призначається 30 хвилин додаткового часу, де кожна команда може зробити четверту заміну. Якщо і після додаткового часу рахунок рівний, переможець визначається в серії пенальті. Всі матчі у турнірі будуть використовувати технологію визначення гола.

## Команди, що пройшли відбір до фіналу чотирьох
Чотири переможці груп Ліги А напряму кваліфікувались у фінал чотирьох.
| Група | Команда                | Дата кваліфікації      | Рейтинг Ліги націй Листопад 2018 року | Рейтингу ФІФА Червня 2019 року |
| ----- | ---------------------- | ---------------------- | ------------------------------------- | ------------------------------ |
| А1    | Нідерланди             | 19 листопада 2018 року | 3                                     |                                |
| А2    | Швейцарія              | 18 листопада 2018 року | 1                                     |                                |
| А3    | Португалія (господарі) | 17 листопада 2018 року | 2                                     |                                |
| А4    | Англія                 | 18 листопада 2018 року | 4                                     |                                |

## Вибір господаря
Господарем змагань могла стати лише та країна, збірна якої потрапила у фінал чотирьох. Фінал Ліги націй буде проходити на двох стадіонах, кожен місткістю не менш як 30 000 осіб. В ідеалі, стадіони повинні бути розташовані в одному місті або до 150 км один від одного. 
9 березня 2018 року УЄФА оголосило, що Італія, Польща і Португалія висловили зацікавленість в проведенні змагання. Всі три команди представляли групу А3, тому її переможець і мав стати господарем турніру, за умови, що заявка відповідатиме вимогам УЄФА. Польща вилетіла з Групи А3 14 жовтня 2018 року, залишивши Італію і Португалію як потенційних господарів. Португалія виграла група А3 і вийшла у фінал 17 листопада 2018 року, і була підтверджена господарем на виконавчому комітеті УЄФА 3 грудня 2018 року, в той же день коли і пройшло жеребкування розіграшу.

## Місця
Португальська футбольна федерація запропонувала стадіони «Драгау» в Порту і «Афонсу Енрікеш» у Гімарайнші як місця проведення турніру.
| Порту ГімарайншФінал чотирьох Ліги націй УЄФА 2019 (Португалія) | Порту             | Гімарайнш              |
| --------------------------------------------------------------- | ----------------- | ---------------------- |
| Порту ГімарайншФінал чотирьох Ліги націй УЄФА 2019 (Португалія) | Драгау            | Ештадіу Афонсу Енрікеш |
| Порту ГімарайншФінал чотирьох Ліги націй УЄФА 2019 (Португалія) | Місткість: 50,033 | Місткість: 30,000      |
| Порту ГімарайншФінал чотирьох Ліги націй УЄФА 2019 (Португалія) |                   |                        |

## Склади
Кожна національна збірна повинна представити команду з 23 гравців, троє з яких повинні бути воротарями. Остаточна заявка має бути подана принаймні за десять днів до матчу-відкриття турніру. Якщо гравець буде травмований, його можна замінити до першого матчу своєї команди.

## Матчі
|  | Півфінали                        | Півфінали  |                          |   | Фінал | Фінал |
|  |                                  |            |                          |   |       |       |
|  | 5 червня 2019 — «Драгау»         |            |                          |   |       |       |
|  |                                  |            |                          |   |       |       |
|  | Португалія                       | 3          |                          |   |       |       |
|  | Португалія                       | 3          | 9 червня 2019 — «Драгау» |   |       |       |
|  | Швейцарія                        | 1          |                          |   |       |       |
|  | Швейцарія                        | 1          | Португалія               | 1 |       |       |
|  | 6 червня 2019 — «Афонсу Енрікеш» |            | Португалія               | 1 |       |       |
|  |                                  | Нідерланди | 0                        |   |       |       |
|  | Нідерланди (дч)                  | Нідерланди | 0                        | 3 |       |       |
|  | Нідерланди (дч)                  |            |                          | 3 |       |       |
|  | Англія                           | 1          |                          |   |       |       |
|  | Англія                           | 1          | Матч за 3-тє місце       |   |       |       |
|  |                                  |            |                          |   |       |       |
|  | 9 червня 2019 — «Афонсу Енрікеш» |            |                          |   |       |       |
|  |                                  |            |                          |   |       |       |
|  | Швейцарія                        | 0 (5)      |                          |   |       |       |
|  | Швейцарія                        | 0 (5)      |                          |   |       |       |
|  | Англія (пен. )                   | 0 (6)      |                          |   |       |       |

### Півфінали
| 5 червня 2019 21:45 (19:45 WEST) |

| Португалія            | 3–1      | Швейцарія           |
| --------------------- | -------- | ------------------- |
| Роналду 25', 88', 90' | Протокол | Родрігес 57' (пен.) |

| Драгау, Порту Глядачів: 42,415 Арбітр: Фелікс Брих (Німеччина) |

| Португалія | Швейцарія |

| GK               | 1  | Руй Патрісіу          |  |       |
| RB               | 20 | Нелсон Семеду         |  |       |
| CB               | 3  | Pepe                  |  | 63'   |
| CB               | 4  | Рубен Діаш            |  |       |
| LB               | 5  | Рафаел Геррейру       |  |       |
| RM               | 16 | Бруну Фернандеш       |  | 90+1' |
| CM               | 14 | Вільям Карвалью       |  |       |
| CM               | 18 | Рубен Невіш           |  |       |
| LM               | 10 | Бернарду Сілва        |  |       |
| CF               | 23 | Жуан Феліш            |  | 70'   |
| CF               | 7  | Кріштіану Роналду (c) |  |       |
| Заміни:          |    |                       |  |       |
| DF               | 6  | Жозе Фонте            |  | 63'   |
| MF               | 17 | Гонсалу Гуедеш        |  | 70'   |
| MF               | 8  | Жуан Моутінью         |  | 90+1' |
| Головний тренер: |    |                       |  |       |
| Фернанду Сантуш  |    |                       |  |       |

| GK                | 1  | Янн Зоммер          |     |     |
| RB                | 2  | Кевін Мбабу         |     |     |
| CB                | 22 | Фабіан Шер          | 68' |     |
| CB                | 5  | Мануель Аканджі     |     |     |
| LB                | 13 | Рікардо Родрігес    |     |     |
| RM                | 17 | Деніс Закарія       |     | 71' |
| CM                | 10 | Граніт Джака (c)    | 66' |     |
| CM                | 8  | Ремо Фройлер        |     | 89' |
| LM                | 14 | Стівен Цубер        |     | 83' |
| AM                | 23 | Джердан Шачірі      | 85' |     |
| CF                | 9  | Гаріс Сеферович     |     |     |
| Заміни:           |    |                     |     |     |
| MF                | 20 | Едімілсон Фернандеш |     | 71' |
| MF                | 11 | Ренато Штеффен      |     | 83' |
| FW                | 19 | Йосип Дрмич         |     | 89' |
| Головний тренер:  |    |                     |     |     |
| Владимир Петкович |    |                     |     |     |

| Гравець матчу: Кріштіану Роналду (Португалія) Помічники арбітра: Марк Борщ (Німеччина) Штефан Лупп (Німеччина) Четвертий арбітр: Віктор Кашшаї (Угорщина) Відеоасистент арбітра: Крістіан Дінгерт (Німеччина) Асистент відеоасистента арбітра: Тобіас Штілер (Німеччина) |

| 6 червня 2019 21:45 (19:45 WEST) |

| Нідерланди                             | 3 — 1 (д.ч.) | Англія             |
| -------------------------------------- | ------------ | ------------------ |
| де Лігт 73' Вокер 97' (аг) Промес 114' | Протокол     | 32' (пен.) Рашфорд |

| «Афонсу Енрікеш», Гімарайнш Глядачів: 25 711 Арбітр: Клеман Тюрпен (Франція) |

| Нідерланди | Англія |

| GK               | 1  | Яспер Сіллессен      |      |      |
| RB               | 22 | Дензел Дюмфріс       | 45'  |      |
| CB               | 3  | Маттейс де Лігт      | 30'  |      |
| CB               | 4  | Вірджіл ван Дейк (c) |      |      |
| LB               | 17 | Дейлі Блінд          |      |      |
| CM               | 15 | Мартен де Рон        |      | 68'  |
| CM               | 21 | Френкі де Йонг       |      | 114' |
| CM               | 8  | Джорджиніо Вейналдум |      |      |
| RW               | 7  | Стівен Бергвейн      |      | 91'  |
| CF               | 10 | Мемфіс Депай         |      |      |
| LW               | 9  | Раян Бабел           |      | 68'  |
| Заміни:          |    |                      |      |      |
| FW               | 11 | Квінсі Промес        |      | 68'  |
| MF               | 20 | Донні ван де Бек     | 106' | 68'  |
| MF               | 6  | Даві Преппер         |      | 91'  |
| MF               | 16 | Кевін Стротман       |      | 114' |
| Головний тренер: |    |                      |      |      |
| Роналд Куман     |    |                      |      |      |

| GK               | 1  | Джордан Пікфорд    |     |      |
| RB               | 2  | Кайл Вокер         |     |      |
| CB               | 5  | Джон Стоунс        |     |      |
| CB               | 6  | Гаррі Магвайр      |     |      |
| LB               | 14 | Бен Чілвел         |     |      |
| CM               | 16 | Деклан Райс        |     | 106' |
| CM               | 17 | Фабіан Делф        |     | 77'  |
| CM               | 18 | Росс Барклі        |     |      |
| RW               | 11 | Джейдон Санчо      |     | 61'  |
| LW               | 10 | Рахім Стерлінг (c) |     |      |
| CF               | 19 | Маркус Рашфорд     |     | 46'  |
| Заміни:          |    |                    |     |      |
| FW               | 9  | Гаррі Кейн         | 70' | 46'  |
| MF               | 7  | Джессі Лінгард     |     | 61'  |
| MF               | 8  | Джордан Гендерсон  |     | 77'  |
| MF               | 20 | Деле Аллі          |     | 106' |
| Головний тренер: |    |                    |     |      |
| Гарет Саутгейт   |    |                    |     |      |

| Гравець матчу: Френкі де Йонг (Нідерланди) Помічники арбітра: Ніколя Дано (Франція) Сіріль Гренгуар (Франція) Четвертий арбітр: Анастасіос Сідіропулос (Греція) Відеоасистент арбітра: Франсуа Летекс'є (Франція) Асистент відеоасистента арбітра: Ніколя Райнвілль (Франція) |

### Матч за 3-тє місце
| 9 червня 2019 16:00 (14:00 WEST) |

| Швейцарія                                     | 0 – 0    | Англія                                               |
| --------------------------------------------- | -------- | ---------------------------------------------------- |
|                                               | Протокол |                                                      |
|                                               | Пенальті |                                                      |
| Цубер · Джака · Аканджі · Мбабу · Шер · Дрмич | 5–6      | Магвайр · Барклі · Санчо · Стерлінг · Пікфорд · Даєр |

| Афонсу Енрікеш, Гімарайнш Глядачів: 15 742 Арбітр: Овідіу Гацеган (Румунія) |

| Швейцарія | Англія |

| GK                | 1  | Янн Зоммер          |      |      |
| CB                | 22 | Фабіан Шер          |      |      |
| CB                | 5  | Мануель Аканджі     |      |      |
| CB                | 4  | Ніко Ельведі        |      |      |
| RM                | 2  | Кевін Мбабу         |      |      |
| CM                | 10 | Граніт Джака (к)    | 116' |      |
| CM                | 8  | Ремо Фройлер        |      |      |
| LM                | 13 | Рікардо Родрігес    |      | 87'  |
| RW                | 23 | Джердан Шачірі      |      | 65'  |
| LW                | 20 | Едімілсон Фернандеш |      | 61'  |
| CF                | 9  | Гаріс Сеферович     |      | 113' |
| Заміни:           |    |                     |      |      |
| MF                | 17 | Деніс Закарія       |      | 61'  |
| MF                | 14 | Стівен Цубер        |      | 65'  |
| FW                | 19 | Йосип Дрмич         |      | 87'  |
| MF                | 7  | Ноа Окафор          |      | 113' |
| Головний тренер:  |    |                     |      |      |
| Владимир Петкович |    |                     |      |      |

| GK               | 1  | Джордан Пікфорд          |     |      |
| RB               | 22 | Трент Александер-Арнольд |     |      |
| CB               | 12 | Джо Гомес                |     |      |
| CB               | 6  | Гаррі Магвайр            |     |      |
| LB               | 3  | Денні Роуз               | 23' | 70'  |
| CM               | 4  | Ерік Даєр                |     |      |
| CM               | 17 | Фабіан Делф              |     | 106' |
| RW               | 7  | Джессі Лінгард           | 27' | 106' |
| AM               | 20 | Деле Аллі                |     |      |
| LW               | 10 | Рахім Стерлінг           |     |      |
| CF               | 9  | Гаррі Кейн (к)           |     | 75'  |
| Заміни:          |    |                          |     |      |
| DF               | 2  | Кайл Вокер               |     | 70'  |
| FW               | 21 | Каллам Вілсон            |     | 75'  |
| FW               | 11 | Джейдон Санчо            |     | 106' |
| MF               | 18 | Росс Барклі              |     | 106' |
| Головний тренер: |    |                          |     |      |
| Гарет Саутгейт   |    |                          |     |      |

| Гравець матчу: Джордан Пікфорд (Англія) Помічники арбітра: Октавіан Шовре (Румунія) Sebastian Gheorghe (Румунія) Четвертий арбітр: Анастасіос Сідіропулос (Греція) Відеоасистент арбітра: Міхеаль Фаббрі (Італія) Асистент відеоасистента арбітра: Марко Ді Белло (Італія) |

### Фінал
| 9 червня 2019 21:45 (19:45 WEST) |

| Португалія | 1 – 0    | Нідерланди |
| ---------- | -------- | ---------- |
| Гуедеш 60' | Протокол |            |

| Драгау, Порту Глядачів: 43 199 Арбітр: Альберто Ундіано Мальєнко (Іспанія) |

| Португалія | Нідерланди |

| GK               | 1  | Руй Патрісіу          |  |       |
| RB               | 20 | Нелсон Семеду         |  |       |
| CB               | 4  | Рубен Діаш            |  |       |
| CB               | 6  | Жозе Фонте            |  |       |
| LB               | 5  | Рафаел Геррейру       |  |       |
| CM               | 13 | Данілу Перейра        |  |       |
| CM               | 14 | Вільям Карвалью       |  | 90+3' |
| CM               | 16 | Бруну Фернандеш       |  | 81'   |
| RF               | 7  | Кріштіану Роналду (к) |  |       |
| CF               | 17 | Гонсалу Гуедеш        |  | 75'   |
| LF               | 10 | Бернарду Сілва        |  |       |
| Заміни:          |    |                       |  |       |
| MF               | 15 | Рафаел Феррейра Сілва |  | 75'   |
| MF               | 8  | Жуан Моутінью         |  | 81'   |
| MF               | 18 | Рубен Невіш           |  | 90+3' |
| Головний тренер: |    |                       |  |       |
| Фернанду Сантуш  |    |                       |  |       |

| GK               | 1  | Яспер Сіллессен      |       |     |
| RB               | 22 | Дензел Дюмфріс       | 88'   |     |
| CB               | 3  | Маттейс де Лігт      |       |     |
| CB               | 4  | Вірджіл ван Дейк (к) | 90+1' |     |
| LB               | 17 | Дейлі Блінд          |       |     |
| CM               | 15 | Мартен де Рон        |       | 81' |
| CM               | 21 | Френкі де Йонг       |       |     |
| CM               | 8  | Джорджиніо Вейналдум |       |     |
| RW               | 7  | Стівен Бергвейн      |       | 60' |
| CF               | 10 | Мемфіс Депай         |       |     |
| LW               | 9  | Раян Бабел           |       | 46' |
| Заміни:          |    |                      |       |     |
| FW               | 11 | Квінсі Промес        |       | 46' |
| MF               | 20 | Донні ван де Бек     |       | 60' |
| FW               | 19 | Люк де Йонг          |       | 81' |
| Головний тренер: |    |                      |       |     |
| Роналд Куман     |    |                      |       |     |

| Гравець матчу: Рубен Діаш (Португалія) Помічники арбітра: Роберто Алонсо Фернандесdez (Іспанія) Хуан Юсте Хіменес (Іспанія) Четвертий арбітр: Антоніо Матео Лаос (Іспанія) Резервні асистенти арбітра: Рауль Кабаньєро Мартінес (Іспанія) Відеоасистент арбітра: Алехандро Ернандес Ернандес (Іспанія) Асистент відеоасистента арбітра: Хуан Мартінес Мунуера (Іспанія) |

## Бомбардири
Протягом турніру було забито  9 голів у 4 матчах, з середнім показником 2.25 голів за матч.
3 голи
- Кріштіану Роналду

1 гол
- Маркус Рашфорд
- Маттейс де Лігт
- Квінсі Промес
- Гонсалу Гуедеш
- Рікардо Родрігес

1 автогол
- Кайл Вокер (проти Нідерландів)

### Нагороди
Найкращий бомбардир
1. Кріштіану Роналду[32]
2. Гонсалу Гуедеш
3. Маркус Рашфорд[33]

Найкращий гравець турніру
- Бернарду Сілва[1]

Найкращий молодий гравець турніру
- Френкі де Йонг[1]

## Призовий фонд
Призовий фонд турніру було оголошено в жовтні 2018 року:
- Переможець: €6 млн.
- Друге місце: €4.5 млн.
- Третє місце: €3.5 млн.
- Четверте місце: €2.5 млн.

Це означає, що максимальна кількість призового фонду для переможця турніру за все змагання включно з груповим етапом складе 10.5 млн євро.